# Gewone regenworm
De gewone regenworm, grote blauwkopworm of dauwpier (Lumbricus terrestris) is een borstelarme worm (Oligochaeta) uit de orde Haplotaxida en de familie regenwormen (Lumbricidae). Van alle regenwormen in Europa is dit de bekendste en meest algemene soort. 

## Beschrijving
De gewone regenworm is langwerpig, cilindrisch met een spitse voorkant en een afgeplatte, stompe achterkant. Wanneer de soort geslachtsrijp is, bereikt ze een lichaamslengte van 9 tot 30 of zelfs 35 centimeter. Omdat de worm zijn hele leven nieuwe segmenten kan blijven vormen in een segmentvormingszone nabij het achtereinde, hangt de lichaamsgrootte ook af van de leeftijd van het individu. Het is een van de grootste soorten regenwormen in Europa, maar kan niet op betrouwbare wijze worden onderscheiden van een aantal verwante soorten alleen op basis van kleur- en groottekenmerken.
Zijn lichaam is verdeeld in maximaal 180, gewoonlijk 135 tot 150 segmenten, waarvan het aantal toeneemt met de leeftijd en die nabij de achterkant worden gevormd. De mondopening bevindt zich aan de ventrale zijde van de hoofdkwab, die het eerste dorsale segment (tanylobes prostomium) verdeelt. Er zijn vier paar borstelharen (chaetae) in elk segment: twee aan de buikzijde en één aan elke flank. Vanaf het zevende of achtste segment zijn er kleine dorsale poriën in de voren achter de segmenten, die alleen zichtbaar zijn bij gestrekte dieren. De openingen van de zaadzakken (Receptacula seminis) liggen tussen het 9e en 10e en tussen het 10e en 11e segment. De kleine, onopvallende vrouwelijke geslachtsopeningen bevinden zich op het 14e segment, de grotere mannelijke op het 15e segment - bij geslachtsrijpe dieren zijn ze omgeven door lipvormige randen, vanaf de buitenrand waarvan er een groef is die wordt gebruikt om transporteert sperma (spermagroef) tot aan het clitellum (riem). Deze strekt zich uit over de segmenten 32 tot en met 37 en is zadelvormig met aan weerszijden ventrale ribbels (puberale ribbels). Aan het uiteinde van het lichaam (het pygidium) ligt de verticale anaalspleet.

## Ecologie
In de ecologische classificatie van de regenwormen wordt hij ingedeeld bij de anekische soorten, die diepe gangen graven. De gewone regenworm is te vinden in alle omgevingen met een strooisellaag. Bij nat weer kruipen ze tevoorschijn. Doordat ze organisch materiaal zoals bladeren verteren, maken ze de grond vruchtbaar en zijn ze een wezenlijk onderdeel van het ecosysteem van de bodem. Hun gangen maken de grond luchtig. Voor mollen zijn regenwormen de belangrijkste voedselbron, maar ook voor vogels zijn ze belangrijk. De mol vangt ze ondergronds, terwijl vogels zoals merels ze uit de grond trekken.

## Levenswijze
De gewone regenworm leeft in weilanden en tuinen, graaft tunnels tot drie meter diep en rommelt zeer intensief door de grond. Zijn dieet bestaat grotendeels uit delen van planten die nog niet significant zijn vergaan. Ze worden in de levende buizen gezogen en daar verteerd. De uitwerpselen worden later weer naar de oppervlakte gebracht of gebruikt om de doorgangen te laten stollen.
Na ongeveer een jaar wordt de gewone regenworm geslachtsrijp. De jonge dieren komen na ongeveer zes maanden tot een jaar uit de cocons, afhankelijk van voedsel en temperatuur.

## Voortbeweging
De worm heeft een hydrostatisch skelet en beweegt door longitudinale en cirkelvormige spiersamentrekkingen. Setae – kleine haarachtige uitsteeksels – bieden houvast tegen de omringende grond. Oppervlaktebewegingen op vochtig, vlak terrein werden gerapporteerd met een snelheid van 20 m/uur en op basis van metingen van de lengte van het pad werd de nachtelijke activiteit buiten het hol geschat op maximaal 19 meter tijdens een enkel oppervlakte-uitstapje. Een dergelijke beweging is zichtbaar tijdens en na hevige regenval en gebeurt meestal wanneer mensen zich bewust worden van relatief grote aantallen regenwormen in bijvoorbeeld stedelijke ecosystemen. Deze vorm van activiteit wordt vaak beschouwd als een manier om te ontsnappen aan overstromingen en drassige holen. Dit kan echter niet het geval zijn, aangezien L. terrestris, net als andere regenwormen, lange tijd in zuurstofrijk water kan leven, tot wel weken.

## Voortplanting
Lumbricus terrestris is een obligaat biparentale, gelijktijdige hermafrodiete worm, die zich seksueel voortplant waarbij individuen onderling sperma uitwisselen. Copulatie vindt plaats op het grondoppervlak, maar partners blijven verankerd in hun hol en de paring wordt voorafgegaan door herhaalde wederzijdse holbezoeken tussen buren. Bovendien kan, wanneer de partners uit elkaar gaan, een van hen uit zijn hol worden getrokken. De paringsfrequentie is relatief hoog (eens per 7–11 dagen). De relatieve grootte van de partner, de afstand tot de veronderstelde partners, de kans om naar de oppervlakte te worden gesleept en de aan de grootte gerelateerde vruchtbaarheid spelen allemaal een sleutelrol in het paargedrag van de worm.
Sperma wordt wel acht maanden bewaard, en gepaarde individuen produceren tot twaalf maanden na de paring een cocon. De bevruchting vindt plaats in de cocon en de cocon wordt afgezet in een kleine kamer in de grond grenzend aan het ouderlijk hol. Na een paar weken komen er jonge wormen tevoorschijn die zich in de grond beginnen te voeden. In de vroege juveniele fase ontwikkelen de wormen niet de verticale holen die typisch zijn voor volwassenen. De volwassenheid vergt waarschijnlijk minimaal één jaar ontwikkeling, waarbij de reproductieve volwassenheid in het tweede jaar wordt bereikt. De natuurlijke levensduur van L. terrestris is onbekend, hoewel individuen zes jaar in gevangenschap hebben geleefd.

## Toepassingen
De gewone regenworm is zeer geschikt als bio-indicator voor de bodemkwaliteit, omdat hij bodemmateriaal direct opneemt door zijn holen te graven en plantenresten als ontleder eet. De gewone regenworm wordt sinds 1985 als monitororganisme onderzocht in de federale milieumonsterbank (UPB). Dankzij het relatief kleine aantal neuronen (ongeveer 300) is het een populair onderzoeksobject op het gebied van de neurobiologie. In de middeleeuwen werd de regenworm op verschillende manieren in de geneeskunde gebruikt.

## Verspreiding
De worm (Latijnse lumbricus) komt oorspronkelijk uit Europa. In Zuidoost-Europa bereikt de verspreiding ervan op het Balkanschiereiland nog steeds Noord-Macedonië en Bulgarije, maar is afwezig in Griekenland en Turkije. Tegenwoordig komt hij ook als invasieve soort voor in Canada en het noorden van de VS. Door zijn consumptie van bladeren verandert hij de voedselketen en door zijn interacties met zaden verandert hij de flora daar.

## Cryptische soort
Lumbricus terrestris was een van de eerste regenwormsoorten die werd beschreven door de grondlegger van de wetenschappelijke taxonomie, Carl Linnaeus; het is de typesoort van het geslacht Lumbricus. Als gevolg van de vroege beschrijving, die extreem kort en vaag was voor de hedendaagse behoeften, ontstond er een zekere verwarring over het gebruik van de naam, die werd opgelost door de expert Reginald William Sims door een neotype te definiëren. Onverwachts toonde een later onderzoek met behulp van genetische markers, met behulp van DNA-barcoding, aan dat de verzamelende soort in twee afzonderlijke lijnen kon worden opgesplitst, die werden geïnterpreteerd als cryptospecies. Voor de ene, meer zuidelijke verspreiding werd de oude soortnaam Lumbricus herculeus (Savigny, 1826) gereactiveerd; de andere, meer noordelijke verspreiding behield de traditionele soortnaam. Lumbricus herculeus, voor het eerst beschreven als Enteron herculeum in 1826 door de Franse natuuronderzoeker Marie Jules César le Lorgne de Savigny, werd door Antoine Louis Dugès overgebracht naar het geslacht Lumbricus en wordt lange tijd beschouwd als een synoniem van Lumbricus terrestris. Hoewel er kleine morfologische verschillen worden gerapporteerd (Lumbrius herculeus is iets kleiner), overlappen de soorten elkaar sterk, zodat de soort na morfologisch onderzoek niet kan worden onderscheiden. Later ondersteunden uitgebreidere genetische tests met behulp van het nucleaire genoom het bestaan van twee afzonderlijke afstammingslijnen, hoewel individuen konden worden geïnterpreteerd als hybriden daartussen. Lumbricus herculeus, beschreven vanuit Frankrijk, komt vaker voor in het zuiden, Lumbricus terrestris, beschreven vanuit Scandinavië, waarschijnlijker in het noorden, hoewel de verspreiding sterk overlapt en exemplaren van de andere lijn ook verkrijgbaar zijn in beide regio's. Van de individuen die in Noord-Amerika zijn geïntroduceerd, wordt gezegd dat ze allemaal behoren tot Lumbricus terrestris. Hoewel de legitimiteit van de splitsing over het algemeen niet wordt betwist, is in de meeste regio's nog niet getest welke van de genetische lijnen en dus mogelijke cryptische soorten daar voorkomen. In Duitsland is het bijvoorbeeld nog onbekend welke cryptosoorten voorkomen.